# خوزه رینالدو دی لیما
خوزه رینالدو دی لیما (به پرتغالی: José Reinaldo de Lima) بازیکن فوتبال اهل برزیل است 